# Каналес, Николас
Никола́с Себастья́н Кана́лес Ка́лас (исп. Nicolás Sebastián Canales Calas; 27 июня 1985, Сантьяго, Чили) — чилийский футболист, игравший на позиции нападающего. Выступал в сборной Чили.

## Биография
Каналес дебютировал с «Универсидад де Чили», где он выиграл Апертура в 2004 году и вышел в финал Клаусура в 2005 году.
Он забил 5 голов в 9 матчах в Сегунда лиге.
1 августа 2007 года он подписал контракт с румынской ЧФР на 450,000 фунтов стерлингов. Однако в начале 2008 года Каналес вернулся в Чили, чтобы играть за «Унион Эспаньола». В 2010 году он перешёл в «Палестино».
С июня 2012 года, он играет за «Нефтчи» (Баку) в Азербайджанской Премьер-лиге. Он дебютировал за «Нефтчи» в товарищеском матче против бухарестского «Динамо». 17 ноября 2012 года в матче 13 тура против «Сумгаита» забил 4 гола. По итогам сезона 2012/13 стал лучшим бомбардиром лиги, забив 26 голов.
Дебютировал в еврокубках в составе азербайджанского «Нефтчи», когда клуб пробился в основную сетку Лиги Европы, и попал в одну группу с «Партизаном» (Белград), «Рубином» и итальянским «Интернационале».
29 сентября, после прохождения медосмотра Каналес заключил соглашение с клубом «Крылья Советов». За «Крылья» Каналес выступал под номером 32. Забив один гол за молодёжный состав, и попав пару раз в заявку основного состав, Каналес так и ни разу не вышел на поле за основной состав. В январе 2016 пресс-служба «Крыльев Советов» подтвердила о прекращении сотрудничества с Николасом. Каналес покинул команду без какого-либо вида компенсаций.

## Достижения
- Чемпион Азербайджана: 2012/13
- Обладатель Кубка Азербайджана: 2012/13